# Lepidodendron
Lepidodendron (Lepidodendron) – wymarły późnokarboński rodzaj widłaka z rzędu lepidofitów.
Nazwa łacińska pochodzi od greckich słów lepido – łuska i dendron – drzewo, toteż w XIX w. i na początku XX w. funkcjonowała polska nazwa lepidodendrona łuskodrzew, obecnie zarzucona.

## Charakterystyka
Lepidodendrony były widłakami dorastającymi do 30 m wysokości i ok. 2 m średnicy u podstawy. Cechą łączącą je ze współczesnymi widłakami jest to, że ich korona była rozgałęziona dychotomicznie. Pnie i gałęzie były okryte epidermą ze szparkami, nie zawierały wcale, lub bardzo mało, drewna. Wnętrze pni często było puste. Wskazuje to, że lepidodendrony były bylinami o zielonych pniach. Liście umieszczone były na poduszkach liściowych. Poduszki te zachowują się w stanie kopalnym i mają charakterystyczny dla lepidodendronów łuskowaty (rombowy) kształt. Rozmieszczone są regularnie w rzędach. Lepidodendrony miały organy korzeniotwórcze, również rozgałęziające się dychotomicznie zwane stygmariami. Od poziomo rosnących, płytko zanurzonych lub leżących na powierzchni stygmarii odrastały prawdziwe korzenie o nazwie apendyks, po których zachowują się na stygmariach okrągłe blizny nieregularnie rozmieszczone.

## Występowanie
Późny karbon, sporadycznie także we wczesnym permie. Bardzo powszechne w utworach karbonu górnego Europy, w tym Polski (Górny Śląsk, Wałbrzych).

## Znaczenie
Były jednymi z najpowszechniejszych roślin drzewiastych karbonu późnego, a ich szczątki stały się ważnym składnikiem tworzących się wówczas torfowisk, z których później powstały węgle kamienne.
Megaspory i mikrospory lepidodendronów mają duże znaczenie w datowaniu osadów górnokarbońskich.